# Loweria mesophaea
Loweria mesophaea là một loài bướm đêm trong họ Geometridae.